# ألفرد ويلينغتون كارتر
ألفرد ويلينغتون كارتر (بالإنجليزية: Alfred Wellington Carter)‏ هو محامي أمريكي، ولد في 27 أبريل 1867 في هونولولو في الولايات المتحدة، وتوفي في 27 أبريل 1949.